# Kępa Nadbrzeska
Kępa Nadbrzeska – wieś w Polsce położona w województwie mazowieckim, w powiecie otwockim, w gminie Karczew.
W skład sołectwa Kępa Nadbrzeska i Władysławów wchodzą wsie Kępa Nadbrzeska i Władysławów
W latach 1975–1998 miejscowość administracyjnie należała do województwa warszawskiego.
Kępę Nadbrzeską założyli ewangeliccy Niemcy. Wśród pierwszych osadników występowały nazwiska takie jak Darchel, Pełka, Krygier, Klamer, Szultz, pierwszym polskim mieszkańcem był natomiast pochodzący z Nadbrzeża Wojciech Kuźmiński (1788 1852). Obecnie mieszkańcy wsi zajmują się głównie sadownictwem i warzywnictwem.
1 października 1932 od Kępy Nadbrzeskiej odłączono grunta zaserwitutowe należące do osady Nr. 1,19, włączając ją do miasta Otwocka w tymże powiecie.
Wierni Kościoła rzymskokatolickiego należą do parafii Matki Bożej Ostrobramskiej w Otwocku Wielkim.